# ZDFheute (online)
ZDFheute ist ein deutsches Online-Nachrichtenangebot, das unter verschiedenen Namen (u. a. heute.de) und Internetadressen seit 1997 vom ZDF betrieben wird. Die Redaktion sitzt in Mainz und ist Teil der Hauptredaktion Aktuelles. Das Angebot umfasst die Website ZDFheute.de, die ZDFheute-App, die Nachrichten im ZDF-Teletext und die ZDFheute-Kanäle auf Drittplattformen wie Instagram und YouTube.

## Geschichte
1997 ist der Online-Nachrichtendienst zdf.msnbc.de gestartet, ein Kooperationsprojekt zwischen den heute-Nachrichten des ZDF und MSNBC. Von 2001 bis 2004 betrieb das ZDF in Kooperation mit T-Online das Nachrichtenangebot unter der Adresse heute.t-online.de. Ab 2005 erscheint das ZDF-Nachrichtenportal unter dem Namen heute.de in neuer Form, Relaunches folgen 2012 und 2017. Das ZDF weitete die Nachrichtenangebote nach und nach auf Drittplattformen aus, beispielsweise 2014 auf Instagram, 2019 bei YouTube, 2023 auf WhatsApp, 2024 auf TikTok. Seit 2013 gibt es auch eine eigenständige ZDFheute-App. Die bisher umfassendste Überarbeitung erfolgte 2020, seitdem präsentiert sich das Nachrichtenangebot auf allen Plattformen unter dem Namen ZDFheute.

## Nachrichten und Hintergründe
Die Angebote liefern rund um die Uhr einen Überblick über die aktuelle Nachrichtenlage und Hintergrundinformationen. Die Redaktion nutzt dabei das Netzwerk von ZDF-Korrespondenten im In- und Ausland und die Mitarbeit der Fachredaktionen des ZDF.

## Faktenchecks
Zur Bundestagswahl 2013 beteiligte das Nachrichtenportal die Wikipedia-Community an Faktenchecks. Seit 2020 überprüft ein fünfköpfiges Recherche-Team der ZDFheute-Online-Redaktion für Verifikation und Faktencheck regelmäßig Falschinformationen. Das ZDFheutecheck-Team besteht aus fünf Faktenchecker mit unterschiedlichen Fach- und Sprachqualifikation, um Informationen zu verifizieren, Falschinformationen zu entlarven und erklärende kontextbezogene Hintergrundinformationen bereitzustellen. Zur Bundestagswahl 2025 wurde dieses Team um weitere Experten aus anderen ZDF-Redaktionen erweitert, um die von Politikern getroffenen Aussagen in großen Wahlsendungen zu überprüfen, während der Ausstrahlung in Blogs und im Nachgang in Artikeln.

## ZDFheute live
Das Online-Live-Format ZDFheute live bietet vertiefende Gespräche mit Experten und Reportern. Es geht in Breaking-News-Situationen und bei größeren Ereignissen kurzfristig live auf Sendung. Regulär wird es in der ZDFheute-App und -Website und auf YouTube im Anschluss an die heute-Nachrichten-Sendung um 19 Uhr online gestellt und vertieft ein wichtiges Tagesthema. Nutzer können dort ihre Fragen stellen und bekommen Antworten von den zugeschalteten Gästen.

## Korrekturen
2015 wurde im ZDFheute-Angebot eine Korrekturen-Rubrik eingerichtet, in der seitdem Fehler in der Online- und TV-Berichterstattung richtiggestellt werden. Als Vorbild für diese Seite dienten die "Corrections" der "New York Times".